# Gymnobucco
Gymnobucco es un género de ave de la familia de los barbudos africanos (Lybiidae).
Está formado por las siguientes especies:
- Barbudo de gorjigrís, Gymnobucco bonapartei
- Barbudo de calvo común, Gymnobucco calvus
- Barbudo de pinceles, Gymnobucco peli
- Barbudo de Sladen, Gymnobucco sladeni

- Wikispecies tiene un artículo sobre Gymnobucco.
- Wikimedia Commons alberga una categoría multimedia sobre Gymnobucco.

- Datos: Q431298
- Multimedia: Gymnobucco / Q431298
- Especies: Gymnobucco